# Синьхуэй
Синьхуэ́й (кит. упр. 新会, пиньинь Xīnhuì) — район городского подчинения городского округа Цзянмэнь провинции Гуандун (КНР).

## История
Ещё в эпоху Троецарствия, когда эти места входили в состав государства У, был создан уезд Пинъи (平夷县). После объединения китайских земель в империю Цзинь он был в 280 году переименован в Синьи (新夷县).
В эпоху Южных и северных династий в 420 году, когда эти места находились в составе южной империи Сун, был создан Синьхуэйский округ (新会郡). После объединения китайских земель в империю Суй Синьхуэйский округ был в 590 году упразднён, а в результате передела подчинённой ему территории из 12 бывших на ней уездов получилось 3, одним из которых стал уезд Синьхуэй (新会县).
В 1902 году Великобритания вынудила Цинскую империю открыть здесь «договорной порт», и в 1904 году была учреждена морская таможня.
6 августа 1925 года власти провинции Гуандун приняли решение о создании в этих местах отдельного города, и 26 ноября 1926 года был создан город Цзянмэнь, подчинённый напрямую властям провинции, однако уже в феврале 1932 года город был упразднён, а его территория была возвращена в состав уезда Синьхуэй.
Войска коммунистов заняли эти места лишь на завершающем этапе гражданской войны, 23 октября 1949 года. После вхождения этих мест в состав КНР уезд вошёл в состав Специального района Юэчжун (粤中专区). 12 января 1951 года из уезда Синьхуэй был вновь выделен город Цзянмэнь.
В 1952 году административное деление провинции Гуандун было изменено, и уезд вошёл в состав Административного района Юэчжун (粤中行政区). В конце 1955 года было принято решение об упразднении административных районов, и с 1956 года уезд вошёл в состав нового Специального района Фошань (佛山专区). В ноябре 1958 года Специальный район Фошань был переименован в Специальный район Гуанчжоу (广州专区), но уже в январе 1959 года ему было возвращено прежнее название.
В декабре 1959 года уезд перешёл в состав нового Специального района Цзянмэнь (江门专区). 2 апреля 1961 года Специальный район Цзянмэнь был переименован в Специальный район Чжаоцин (肇庆专区). В июне 1963 года уезд вернулся в состав Специального района Фошань.
В 1965 году на стыке уездов Синьхуэй и Чжуншань был создан уезд Доумэнь.
В 1970 году Специальный район Фошань был переименован в Округ Фошань (佛山地区).
1 июня 1983 года округ Фошань был расформирован, и уезд вошёл в состав городского округа Цзянмэнь.
10 октября 1992 года уезд Синьхуэй был преобразован в городской уезд.
22 июня 2002 года городской уезд Синьхуэй был преобразован в район городского подчинения.

## Административное деление
Район делится на 1 уличный комитет и 10 посёлков.